# Terrängrally

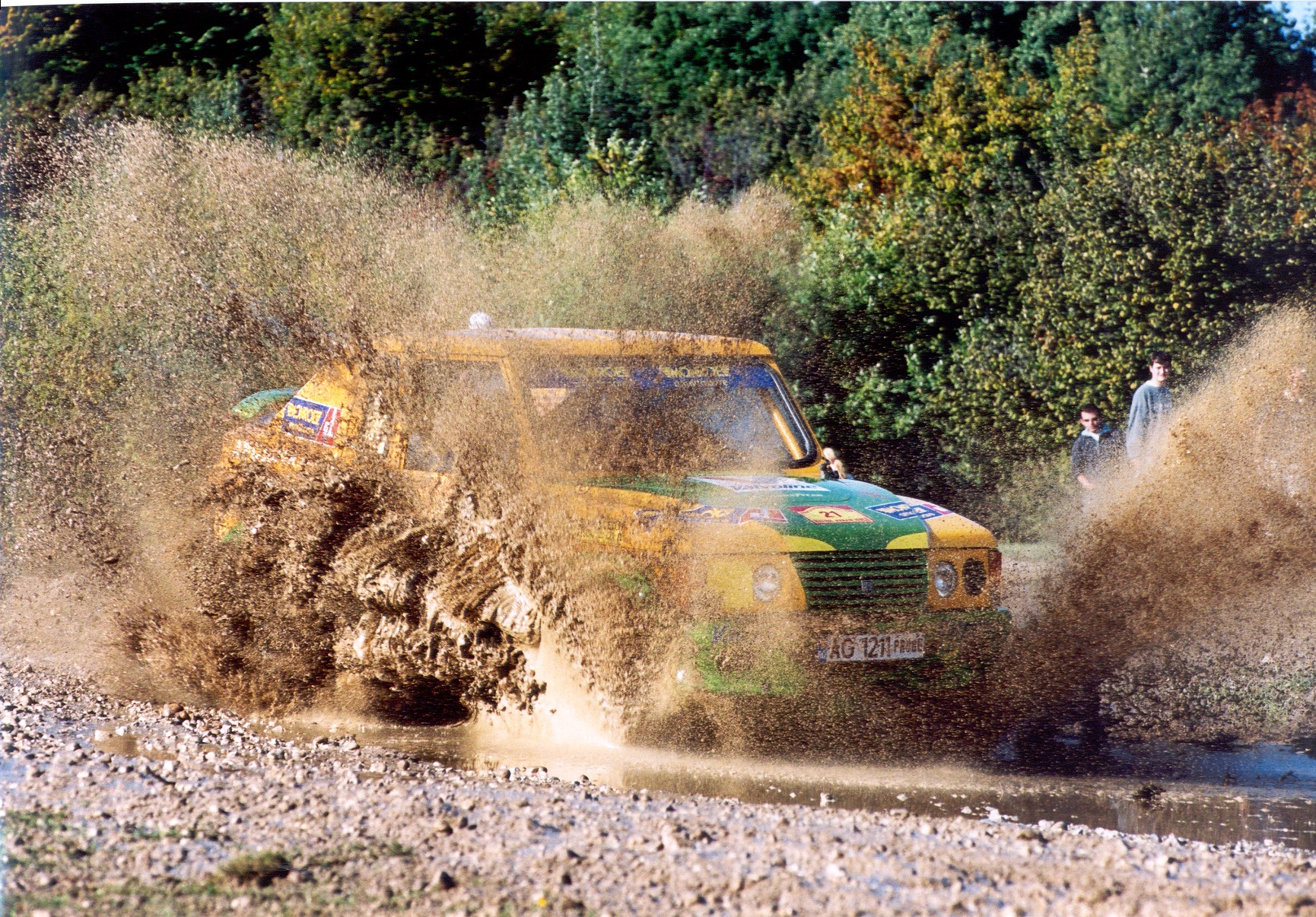
ARO 10 Super Rally

Terrängrally, rally raid eller ökenrally, är rallytävlingar för bilar, motorcyklar, quadbikes och lastbilar, som körs i ökenlandskap. Det kan även förekomma att man tävlar i andra typer av terräng, som till exempel stäpplandskap och landskap med småvegetation.

## Kända ökenrallyn
Det körs ett flertal olika ökenrallyn runtom i världen, där Dakarrallyt troligen är det mest kända. Det är också det svåraste och farligaste på grund av de förrädiska sanddynerna och så kallade kamelgrästuvor, vilka är mycket hårda. När rallyt gick i Afrika fanns det ständiga hotet från olika terrorgrupper i de afrikanska länder som rallyt passerade igenom. På grund av detta gick rallyt från 2009 i Sydamerika. Från 2020 har rallyt gått i Saud Arabien. Ett flertal dödsolyckor har inträffat genom åren, varav det senaste 2012, då argentinaren Jorge Andrés Martínez Boero omkom när han kraschade med sin motorcykel på den första etappen.